# Godfrey de Luci

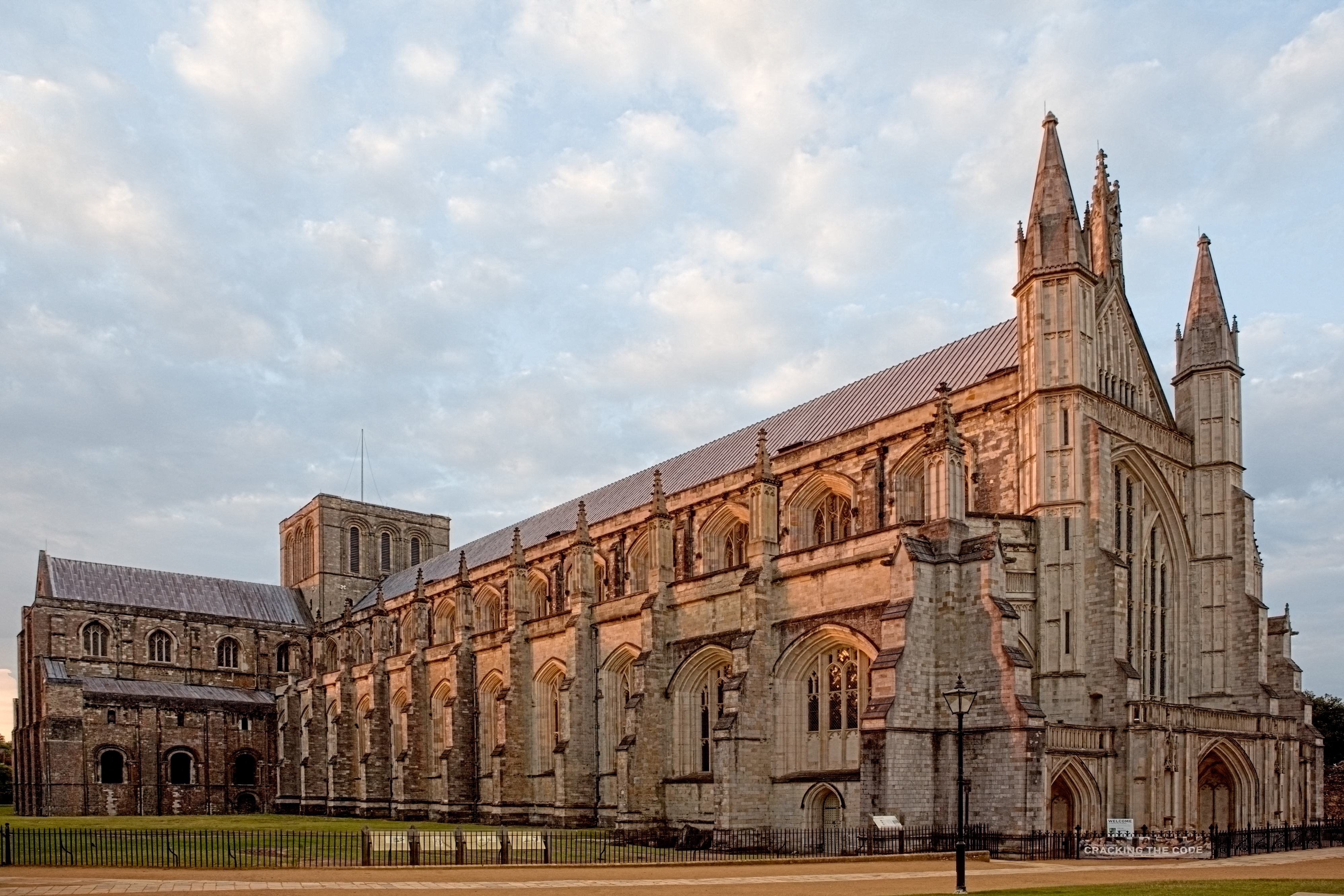
La cattedrale di Winchester, sede dell'omonima diocesi

Godfrey de Luci (anche de Lucy) (Normandia, XII secolo – Winchester, 11 settembre 1204) è stato un vescovo cattolico normanno di Winchester dal 1189 al 1204.

## Biografia
Godfrey de Luci, membro di una famiglia baronale normanna arrivata in Inghilterra al seguito di Guglielmo il Conquistatore, fu il secondo figlio del nobile inglese di origine normanna Richard de Luci, Gran Giustiziere d'Inghilterra, e di sua moglie Rohese. Ebbe un fratello più grande, Geoffrey, e tre sorelle: Maud, Alice e Avelina.
Fu decano di St. Martin le Grand a Londra, prima di diventare arcidecano di Derby nella diocesi di Lichfield nel 1171. Fu arcidecano di Richmond nella diocesi di York prima del 18 agosto 1184. Godfrey de Luci fu titolare di prebende nelle diocesi di Exeter, Lincoln, Londra e Salisbury. Fu anche un royal justice.
Nominato vescovo di Winchester il 15 settembre 1189, fu consacrato il 22 ottobre dello stesso anno, diventando così titolare di una delle cattedrali più importanti e antiche d'Inghilterra, la cattedrale di Winchester, caratterizzata dallo stile gotico-romanico, sede di incoronazioni di re inglesi, che le portarono grande notorietà e prestigio.
Diventò tutore dei nipoti, i figli del fratello maggiore, ma questi morirono senza lasciare eredi, e le terre di famiglia furono divise tra le sorelle. Nel 1194, perse il favore del re Riccardo I d'Inghilterra (conosciuto come Riccardo Cuor di Leone), e solo con l'arrivo sul trono inglese di re Giovanni d'Inghilterra (conosciuto come Giovanni Senzaterra) ebbe la possibilità di ritornare in possesso delle proprie terre e dei propri beni.
Si spense l'11 settembre 1204 (o il 12 settembre).

## Genealogia episcopale
La genealogia episcopale è:
- Papa Lucio III
- Papa Alessandro III
- Arcivescovo Richard of Dover
- Arcivescovo Baldwin of Forde
- Vescovo Godfrey de Lucy